# Норз-Сістем (трубопровід для ЗВГ)
Норз-Сістем (трубопровід для ЗВГ) – трубопровідна система в США, головна гілка якої прямує від ЗВГ-хабу в Канзасі до ряду штатів Середнього Заходу.
Історично у центральному Канзасі виник хаб по роботі зі зрідженими вуглеводневими газами, до якого відноситься розташований у Буштоні потужний фракціонатор та підземний комплекс зберігання компанії ONEOK. Їй же належить трубопровід Норз-Сістем, котрий транспортує з Канзасу у ряд штатів Середнього Заходу (Небраска, Айова, Іллінойс, Індіана) фракціоновані продукти – передусім пропан (активно використовується для опалення приміщень в холодний період та просушки врожаю сільськогосподарських культур), а також бутан, ізобутан і газовий бензин. При цьому система є бідирекціональною та, за потреби, дозволяє перекачувати весь зазначений спектр вуглеводнів назад до Буштона (або обмінюватись ними між різноманітними пунктами в зазначених штатах).
Крім того, оскільки до Норз-Сістем підключені численні НПЗ, по ній в обох напрямках здійснюється транспортування бутану нафтопереробних заводів (Refinery Grade Butane). При перекачуванні цього продукту на південь існує можливість прийому у трубопровід бутану з НПЗ Пайн-Бенд у Міннесоті.
Окремі підсистеми також забезпечують:
- обмін етан-пропановою сумішшю (сировина для нафтохімічної промисловості) з іншими пунктами канзаського ЗВГ-хабу (можливо відзначити, що з Конвея на Середній Захід прямує призначений для цього продукту спеціалізований трубопровід Ethane-Propane Mix);
- доправлення до канзаського хабу нерозділеної суміші ЗВГ з округів Бівер (західна Оклахома) та Сюорд (південно-західний Канзас).
Загальна довжина трубопроводів системи становить 1585 миль, а її пропускна здатність дорівнює 134 тисячам барелів на добу. Система має власні сховища із об’ємом майже у 1 млн барелів.